# 예브게니 지로프
예브게니 지로프(영어: Yevgeny Zhirov, 1969년 1월 10일 ~ )은 러시아 출신의 축구 선수이다. K리그에서 등록명은 제니아를 사용하였으며 수비형 미드필더로 활약하였다.

## 클럽 경력
FC 제니트 상트페테르부르크에서 활약하였으며 LG 치타스 (현 FC 서울) 소속으로 1994 시즌 한 시즌 동안 시즌 통산 4경기 0득점-1도움 (정규리그 4경기 0득점-1도움)의 기록을 남겼다.